# Kluczarky
Kluczarky (ukr. Ключарки) – wieś na Ukrainie w rejonie mukaczewskim obwodu zakarpackiego.
Znajduje się tu stacja kolejowa Kluczarky, położona na linii Lwów – Czop.